# 오를란도 기본스

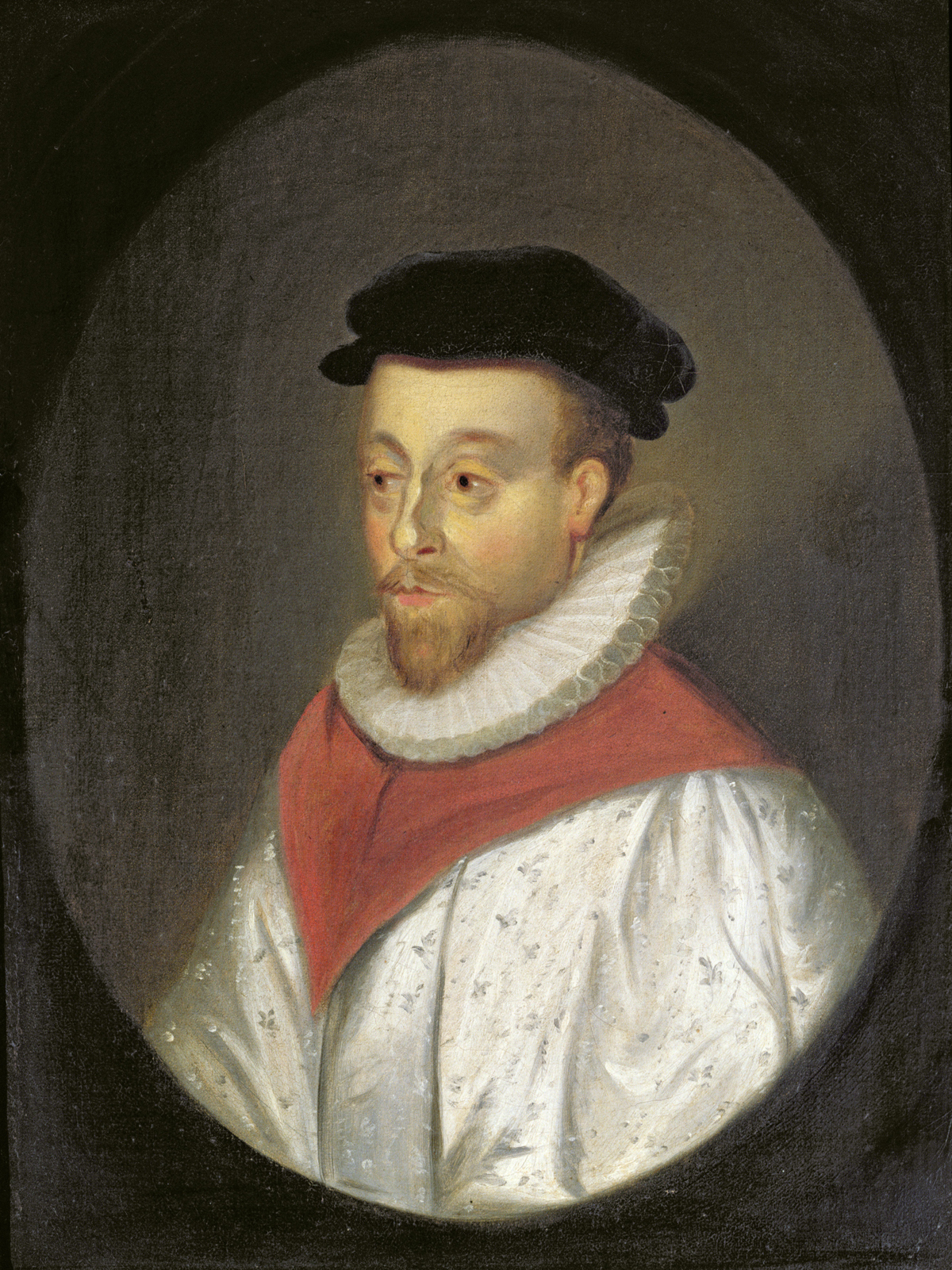

올랜드 기번스(Orlando GIbbons, 1583 ~ 1625)는 영국의 작곡가, 버지널리스트, 오르가니스트이다. 1610년대까지 그는 영국의 주요 작곡가이자 오르가니스트였다. 결과적으로 기번스의 작품은 윌리엄 버드와 같은 동시대 작가만큼 많지는 않으나, 그의 구성적 다양성으로 인해 그는 당대의 거의 모든 형태에 중요한 작품을 남겼다. 그는 종종 르네상스에서 바로크 시대로 넘어가는 과도기적 인물로 여겨진다.
기번스는 옥스포드의 음악 가정에서 태어났다. 그가 누구 밑에서 공부했는지는 알려져 있지 않지만 그의 아버지, 형 또는 당시 가장 유명한 작곡가인 버드와 함께 했을 수 있다. 학력과 상관없이 그는 1605년에는 오르가니스트로서 활동했다. 1606년까지 그는 케임브리지의 킹스 칼리지에서 음악 학사 학위를 취득했다.
그의 전문 경력을 통해 기번스는 영국 법원의 많은 중요한 사람들과 점점 더 좋은 관계를 유지했다. 제임스 1세와 찰스 왕세자는 후원자였으며 크리스토퍼 해튼 경과 같은 사람들은 친한 친구가 되었다.
기번스는 버드의 영국 마드리갈의 기초를 발전시켰고, 그렇게 함으로써 그는 이후의 영국 작곡가들에게 상당한 영향을 미쳤다. 이 세대에는 존 블로, 펠햄 험프리(Pelham Humfrey), 바로크 시대의 영국 개척자 헨리 퍼셀을 가르쳤던 장남 크리스토퍼(Christopher)가 포함되었다.